# Cucullia tescorum
Cucullia tescorum är en fjärilsart som beskrevs av Rudolf Püngeler 1909. Cucullia tescorum ingår i släktet Cucullia och familjen nattflyn. Inga underarter finns listade i Catalogue of Life.